# Lucus

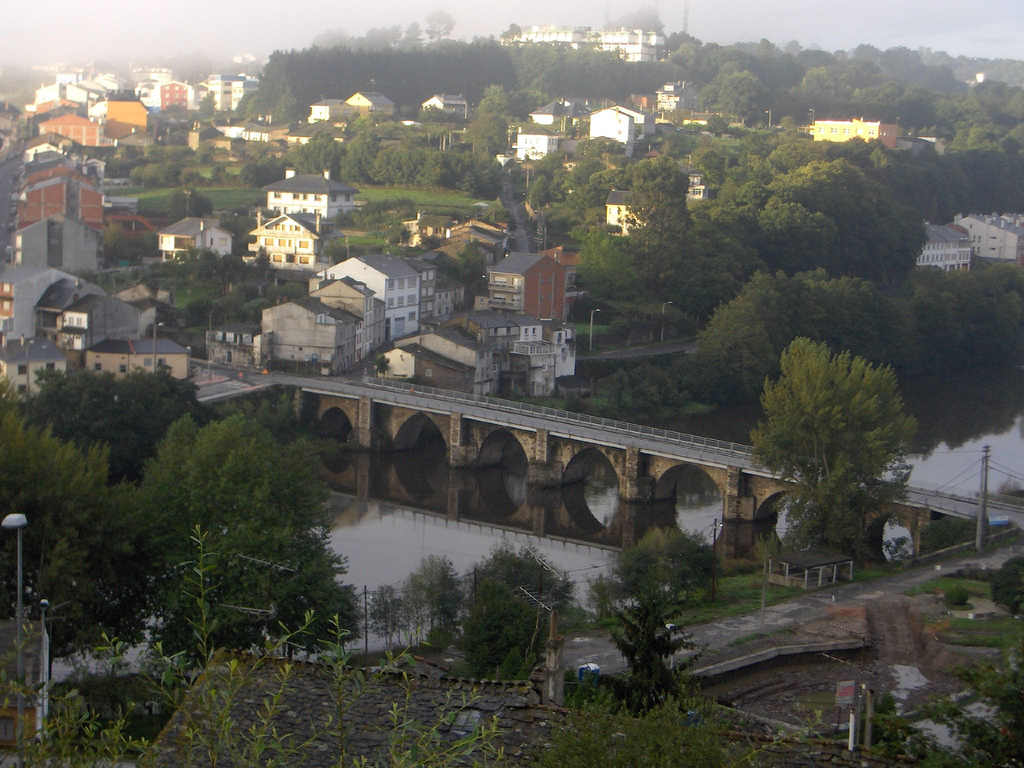
Algunes ciutats construïdes a la vora d'un lucus, en deriven el seu nom com Lugo (imatge), antigament Lucus Augustae.

El lucus (plural: lūcī) era el bosc sagrat de la religió romana. Actualment es conserva en diversos topònims.

## Etimologia
Lucus procedeix del protoitàlic loucos ('clariana en un bosc'), cognat del llatí lux 'llum'. També s poden trobar termes cognats en llengües indoeuropees: en irlandès luach; en gal llug («claror»); en el grec leukos 'blanc'; en sànscrit luc. En llatí la mateixa arrel està present en altres termes com ara lux («llum») o lucere («lluir»). Per tant, el significat originari de lucus era «clariana d'un bosc on hi arriba la llum del sol».

## El context religiós
La religió arcaica romana era una religió lligada a la natura. Els déus residien en espais naturals: els rius, els llacs, les muntanyes i turons, els arbres; i una clariana en un bosc, és a dir un espai on no creixen plantes de mida gran ni arbres, despertava la imaginació i el sentiment màgic de les persones que el trobaven. No va ser fins més endavant, potser en entrar en contacte amb els grecs, que la religió romana no va passar a tenir déus representats en forma humana i es van començar a construir temples perquè els habitessin.
Els romans van passar, amb el temps, de ser grups tribals ramaders, activitat molt relacionada amb espais naturals, a ser agrícoles, fet que implicava destruir boscos per crear camps de conreu i, finalment, van esdevenir principalment una societat urbana. El lucus va passar a ser, a partir de llavors, únicament la llar dels déus salvatges i indomables com el déu Faune. Era el cau de les bèsties frèstegues i és per això, en part, què els romans i llatins temien aquests indrets. Als boscs sagrats s'oferien sacrificis a determinats déus, igual com a la ciutat es feia als temples, esperant que es calmassin. Com a boscs consagrats als déus mai s'hi tallaven arbres i, algunes persones s'amagaven en aquests llocs cercant la protecció dels déus que els habitaven.
Lucus era una de les quatre paraules llatines que significaven en general "boscúria, foresta, arbreda" (juntament amb nemus, silva, i saltus), però a diferència dels altres mots, lucus s'utilitzà principalment com una denominació religiosa. Servi Maure Honorat defineix lucus com "un gran nombre d'arbres de significat religiós", a diferència de silva, que és un bosc natural, i nemus, una arbreda que no està consagrada. Saltus, en general, es refereix a una àrea silvestre amb diverses característiques topogràfiques. Un altre terme relacionat és el fanum, un espai natural reservat a la construcció de temple que, des que era declarat fanum ja s'hi podien fer actes religiosos.
Apuleu explicava que quan un viatger pietós havia de passar per la clariana d'un bosc sagrat (lucus) o per algun lloc de culte, era costum fer una promesa (votum), o oferir un fruit o quedar-s'hi assegut durant un moment en senyal de respecte.

## Lucusfamosos i culte
Un santuari dedicat a la nimfa Marica Laurentia estigué situat a la vora del riu Garigliano, prop de l'antiga ciutat romana de Minturnae. El Maricae Lucus era el bosc sagrat dedicat a la nimfa. En la seva rodalia s'han trobat estatuetes que devien portar com a ofrenes els devots.
Un gran alzinar amb exemplars molt antics es troba a l'arbreda sagrada de Monteluco a Spoleto. Dins el bosc hi ha la reproducció d'una làpida en la qual està escrita la "Lex Luci Spoletina", primer exemple de norma forestal, escrita en llatí arcaic del segle iii aC. No lluny d'allà hi havia la Angitiae Lucus (ara Luco dei Marsi), bosc sagrat dedicat a la deessa Angítia del poble itàlic dels marsis.
Un bosquet sagrat anomenat Lucus Vestae existia a Roma darrera la Casa de les Verges Vestals al vessant del turó Palatí, va ser reduït per diverses ampliacions realitzades a la casa i els últims vestigis es varen cremar en el gran incendi de Roma de l'any 64 aC.
Es diu que el rei Numa Pompili acostumava a passejar per meditar sobre els assumptes d'estat per un lucus proper a la ciutat de Roma i allà la nimfa Egèria l'inspirava per escriure les lleis.
Furina o Furrina fou una antiga deïtat romana que habitava en un bosc sagrat, al Janícul de Roma, actualment el que en resta d'aquell lucus són els jardins de la Villa Sciarra.
La Lucària era una festivitat del calendari religiós romà, celebrada al juliol, en honor de tots els déus dels boscos sagrats. Es creu que el lloc on es feien els rituals coincideix amb l'actual jardí del Pincio.
La Nemoràlia era una altra festivitat relacionada amb boscos sagrats on es retia culte a la deessa Diana. Se celebrava en diverses localitats de la península italiana, el més destacat era al lucus d'Arícia.

## lucum conlucare
L'escriptor el segle ii aC Cató, va descriure un ritual anomenat lucum conlucare, que consistia a fer un sacrifici propiciatori per clamar el favor dels déus dels lūcī, en previsió de si se'ls ofenia involuntàriament. La víctima expiatòria acostumava a ser un porc. El sacerdot recitava unes paraules rituals (piaculum), repetint-les tres vegades en veu alta.

## Toponímia
Lucus ha perviscut en les llengües romàniques antigues i modernes, originant topònims que en molts de casos han perviscut fins a l'actualitat. Els Pirineus, tant al nord com al sud, marquen una línia on la pervivència toponímica de lucus és intensa.
A la part meridional dels Pirineus, a Aragó hi ha: Luco de Bordón en el municipi de Castellot (província de Terol); Luco de la Uerba a Ferrera de los Navarros (província de Saragossa) i Luco de Xiloca a Calamocha (província de Terol).
Al País Basc hi ha Luku en el municipi de Arrazua-Uburrundia (Àlaba).
Astúries no ha romàs estranya a la pervivència de topònims a partir de lucus. Llugo en el municipi de Llanera era l'antiga Lucus Asturum dels romans.
Lucus Augusti ha donat nom a Lugo, ciutat de Galícia.
Al nord dels Pirineus, en l'àmbit occità hi ha un bon grup de topònims que podrien procedir de lucus: Luc (Bearn), Luc d'Orbiu (Corberes), Luc Bardés e Bargas (Gascunya), Lo Luc (Provença), Luc (Roergue), Lo Luc e Armau (Aquitània), Luc prop de Besiers (Llenguadoc), Campèstre e lo Luc (Llenguadoc), Cellier du Luc (Vivarès) i Luc de Diés (Delfinat). Luc també és una barriada de la ciutat gascona de Sent Gironç a l'Arieja.
Ja en el domini de la llengua francesa hom hi troba Luc-sur-Mer (Normandia). A Suïssa: Loc a Sierre (Valais) i Luc a Hérens (Valais).
A Itàlia lucus ha perviscut en diversos topònims, sobretot del centre i del sud dels Alps rètics, com Luco dei Marsi (Abruzzo), Luco de Mugello (Toscana), Monte Luco (Trentino-Alto Adige), Monte Luco (Abruzzo), Poggio a Luco prop de Florència, Lukmanierpass (Ticino), etc.
En el domini de la llengua catalana ha deixat nombrosos testimonis. Lluc, a la Serra de Tramuntana de Mallorca, en el terme d'Escorca, és una antiga contrada documentada el segle xiii on s'instal·là el Santuari de Lluc. Altres pervivències del topònim a l'illa de Mallorca són Lluc a Orient, en el municipi de Bunyola, que ha donat el nom sa Mola de Lluc; Lluc a Porreres, Lluc a Felanitx i Lluc a Consell. Altres pervivències del topònim són el Mas de Lluc, a les muntanyes de Prades (el Priorat), la Vall de Lluc a l'Urgellet (Osona).